# كوينيهامل
كوينيهامل (بالبرتغالية: Quinhamel‏) هي مدينة، في غينيا بيساو، تقع في إقليم بيومبو، وهي عاصمتها، بلغ عدد سكانها 2,887 نسمة وذلك حسب إحصائيات سنة 2008، تبلغ مساحتها 451 كيلومتر مربع.

## مدن توأم
المدن التوأم:
- أويرس.